# Музей икон (Варшава)
Музей икон в Варшаве (пол. Muzeum Ikon w Warszawie) — художественный музей в городе Варшава в Польше, в собраниях которого хранятся произведения иконописного искусства. Основан 29 ноября 2011 года. Является филиалом музея Варшавской православной митрополии. Находится на улице Лелеховской на территории православной часовни во имя святого преподобномученика архимандрита Григория Перадзе.

## История
Инициаторами основания музея были Савва Грыцуняк, митрополит Варшавский и всей Польши и Михаил Богуцкий, эксперт в области православной культуры. Музей стал первым подобным учреждением в Варшаве и третьим в Польше, после Исторического музея в Саноке и Музея икон Супрасле.
Официальное открытие состоялось 29 ноября 2011 года. Церемонии предшествовал молебен, который провёл священник Генрик Папроцкий, настоятель местного православного прихода.

## Собрания
Музей состоит из двух частей. Первая часть представляет собой православную часовню, в которой, кроме постоянных элементов церковного убранства, на стенах и в иконостасе стоят иконы кисти Гжегожа Зинкевича, иконы из Иконописного училища в Бельск-Подляски, репродукции фресок Ежи Новосельского, а также витражные рисунки Адама Сталоны-Добжаньского. Во второй части музея представлены проекты церкви Ежи Усиновича и оригинальный витраж Сталоны-Добжаньского. С 2012 по 2015 год при музее действовала Академия иконописи.